# Sophie Amalie Lindenov
Sophie Amalie Lindenov (4. juli 1649 på Kalundborg Slot – 4. august 1688) var en dansk godsejer.
Hun var datter af rigsråd Hans Lindenov (død 1659) og Kirsten Munks datter Elisabeth Augusta. 
Efter først at have været forlovet med Just Høg giftede hun sig i 1674 med Claus Daa til Krengerup, Vedtoftegård og Dåsborg, hvem hun i 1678 lod myrde. 
Et kvart år efter døde hendes eneste barn, og hun, der nu var fri for alle bånd som enke med store jordegodser, hengav sig til sine lidenskaber. De fynske ejendomme solgte hun 1679 og henvendte nu sin opmærksomhed på at forøge Dåsborgs gods, i hvilken henseende hendes bestræbelser i høj grad lykkedes, især efter at hun 1681 havde fået gård og gods ophøjet til Baroniet Lindenborg på betingelse af ikke at gifte sig igen og mod at indsætte kongesønnen Christian Gyldenløve til friherskabets arving. Fra nu af imødekom kongen hendes ønsker om udvidelser på alle mulige måder. Men det ryggesløse liv, hun førte, varede ikke mange år. 
I 1688 blev hun syg og led så forfærdelig, at hun, der, for at søge lægehjælp måtte føres til Ålborg, ikke kunne tåle at køre, men måtte føres på et mellem 4 heste udspændt lagen; men selv denne bevægelse var hende så smertefuld, at hun bestandig måtte skrige, hvorfor en øredøvende musik ledsagede toget. I Ålborg døde hun 4. august, efter sagnet, der lader hende føde adskillige børn efter hendes mands død; før sin død bekendte hun mordet på Claus Då. Hendes genfærd siges at færdes på Lindenborg.

## Anetavle
| P                               | I                                   | II                                       | III                                             |
| ------------------------------- | ----------------------------------- | ---------------------------------------- | ----------------------------------------------- |
| Proband: Sophie Amalie Lindenov | Far: Hans Hansen Lindenov (rigsråd) | Farfar: Hans Johansen Lindenov (rigsråd) | Farfars far: Hans Johansen Lindenov (1542-1596) |
| Proband: Sophie Amalie Lindenov | Far: Hans Hansen Lindenov (rigsråd) | Farfar: Hans Johansen Lindenov (rigsråd) | Farfars mor: Margrethe Ottesdatter Rosenkrantz  |
| Proband: Sophie Amalie Lindenov | Far: Hans Hansen Lindenov (rigsråd) | Farmor: Lisbeth Sophie Rantzau           | Farmors far: Breide Rantzau (1556-1618)         |
| Proband: Sophie Amalie Lindenov | Far: Hans Hansen Lindenov (rigsråd) | Farmor: Lisbeth Sophie Rantzau           | Farmors mor: Sophie Rosenkrantz                 |
| Proband: Sophie Amalie Lindenov | Mor: Elisabeth Augusta Lindenov     | Morfar: Christian 4.                     | Morfars far: Frederik 2.                        |
| Proband: Sophie Amalie Lindenov | Mor: Elisabeth Augusta Lindenov     | Morfar: Christian 4.                     | Morfars mor: Sophie af Mecklenburg              |
| Proband: Sophie Amalie Lindenov | Mor: Elisabeth Augusta Lindenov     | Mormor: Kirsten Munk                     | Mormors far: Ludvig Munk                        |
| Proband: Sophie Amalie Lindenov | Mor: Elisabeth Augusta Lindenov     | Mormor: Kirsten Munk                     | Mormors mor: Ellen Marsvin                      |